# Resolució 2051 del Consell de Seguretat de les Nacions Unides
La Resolució 2051 del Consell de Seguretat de les Nacions Unides fou adoptada per unanimitat el 12 de juny de 2012. Observant que malgrat la sortida del poder del president Ali Abdallah al-Salih i les eleccions presidencials la situació es mantenia inestable, el Consell va exigir que s'havien d'aturar totes les accions destinades a minar el govern de la unitat nacional del Iemen.
El Consell va condemnar els atemptats terroristes d'Al Qaeda contra la població civil i la indústria petroliera, com l'atemptat suïcida a la desfilada militar de Sanà el 21 de maig de 2012, on van morir desenes de soldats. Si la situació no millorava, es considerarien mesures en virtut de l'article 41 de la Carta de les Nacions Unides com ara sancions econòmiques i el cessament de relacions diplomàtiques.